# Bergen Mekaniske Verksted

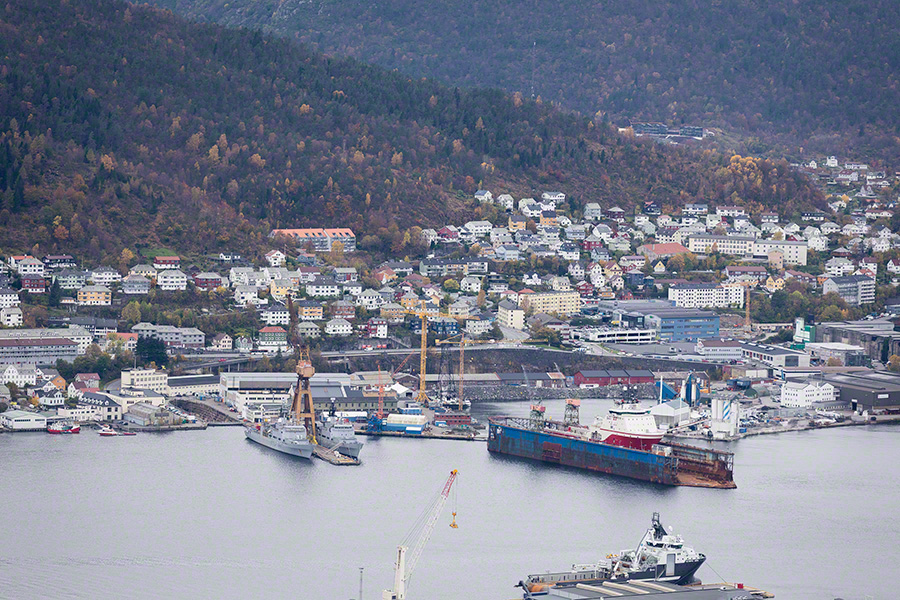
Varvet i Laksevåg

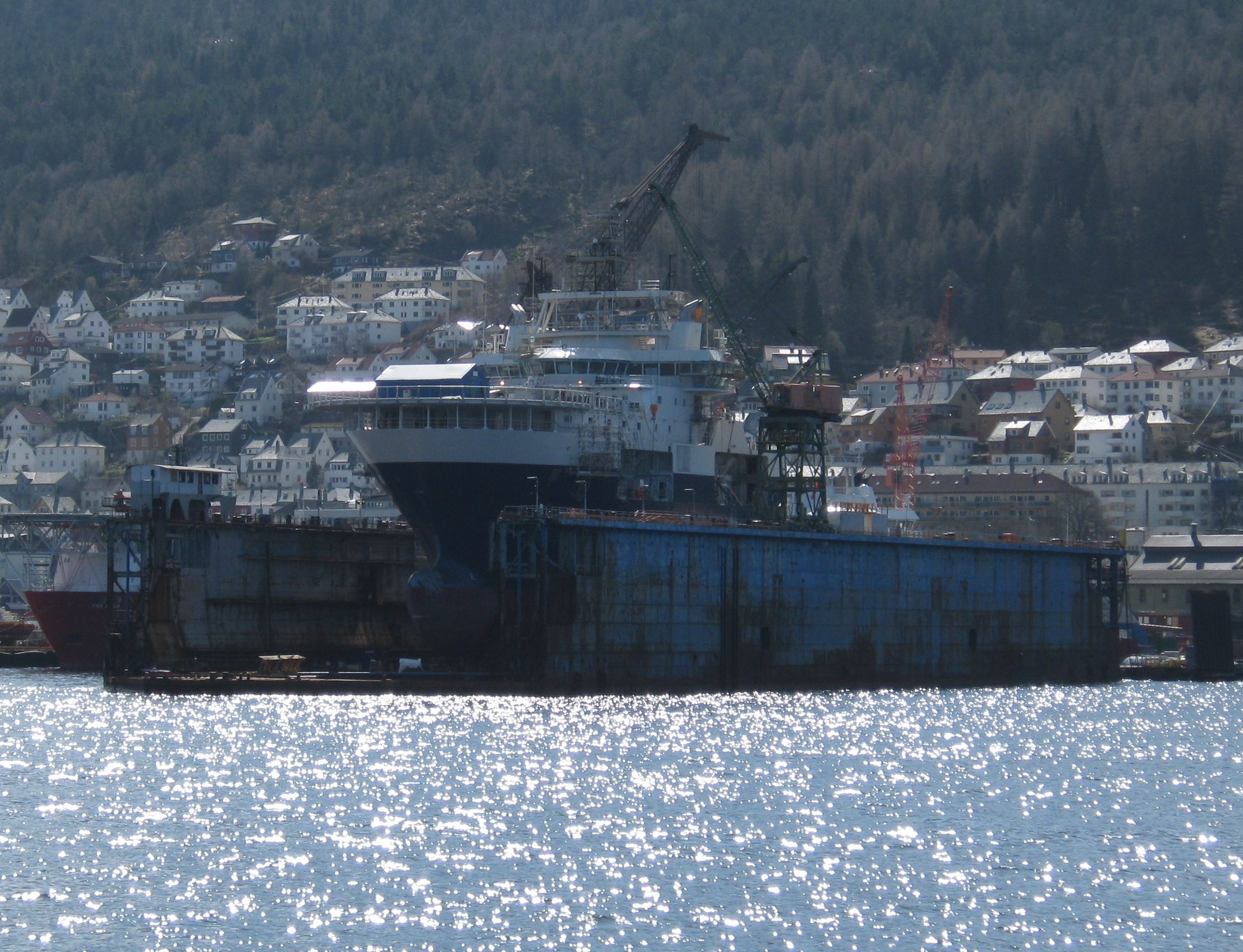
Flytdockan på Bergen Mekaniske Verksted i Laksevåg 2010

Bergen Mekaniske Verksted var ett norskt varvsföretag, som grundades i Solheimsviken i Bergen 1855. Företaget byggde tidigt ångfartyg i stål.
Omkring 1900 hade varvet cirka 1.500 anställda. År 1929 sammanslogs företaget med Laxevaag Maskin & Jernskibsbyggeri i Laksevåg.

## Historik
Torrdockan färdigställdes 1858 och var då den största i Norge. År 1866 var en ny kaj klar, och 1875 hade varvet en arbetsstyrka på 400 personer. Varvet moderniserades efter andra världskriget, och det blev under 1950- och 1960-talet ett av  Norges största varv med upp till 2.300 anställda.
Bergen Mekaniske Verksted köptes 1965 av Akers Mekaniske Verksted och var en del av Akergruppen till 1983. 
Varvet i Solheimsviken såldes 1985 till de anställda, som till 1991 drev det under namnet Solheimsviken A/S. Resten av Bergen Mekaniske Verksted, med BMV Laksevåg och Bergen Diesel köptes av Ulsteingruppen. BMV Laksevåg såldes 1991 vidare till Mjellem & Karlsen.
Varvet i Solheimsviken lades ned 1991, medan aktiviteten i Laksevåg fortsatte med olika entreprenörer på varvsområdet. Bergen Mekaniske Verksted har vid olika tillfällen ingått både i Bergen Group Fosen och i Noryards. Efter ett antal års återupptagen verksamhet gick företaget Noryards BWW i konkurs 2016.

## Bildgalleri

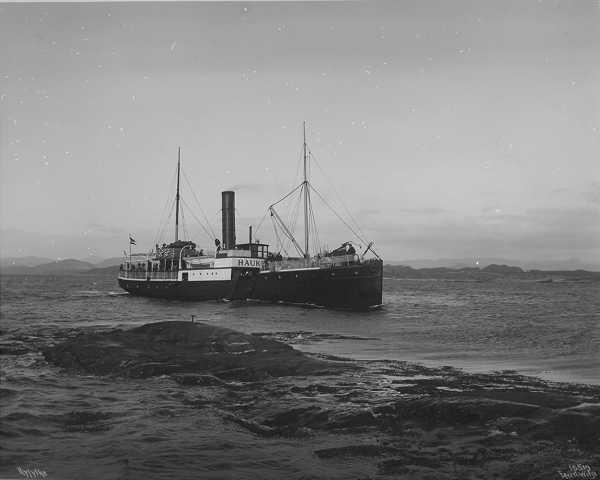
S/S Haukelid, byggd 1869, varvsnummer 15
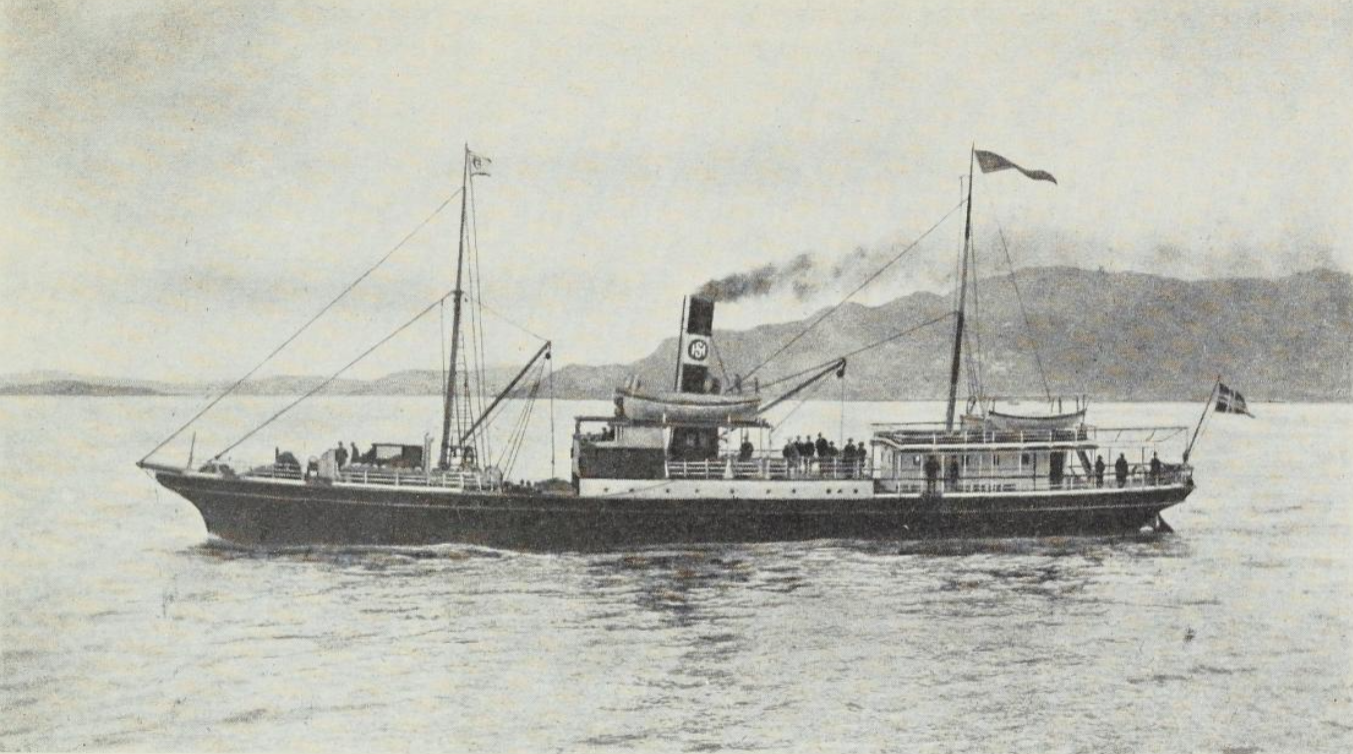
S/S Hardangaren, byggd 1869, varvsnummer 16
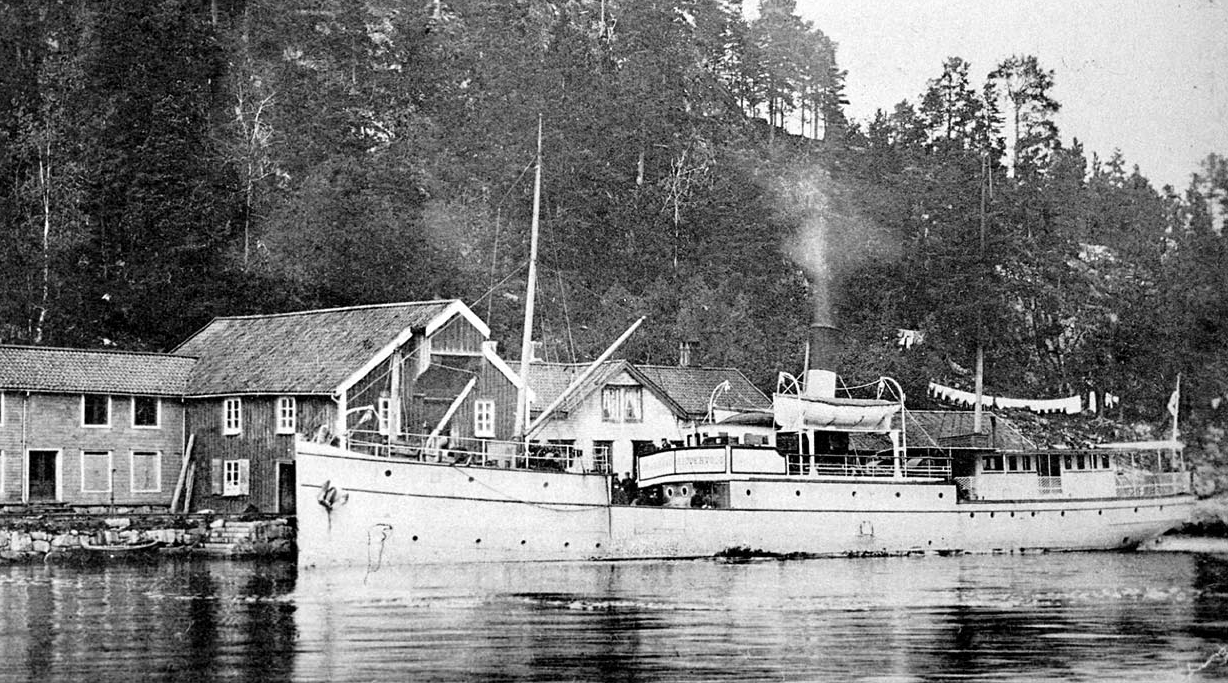
S/S Statsraad Riddervold, byggd 1877, varvsnummer 43
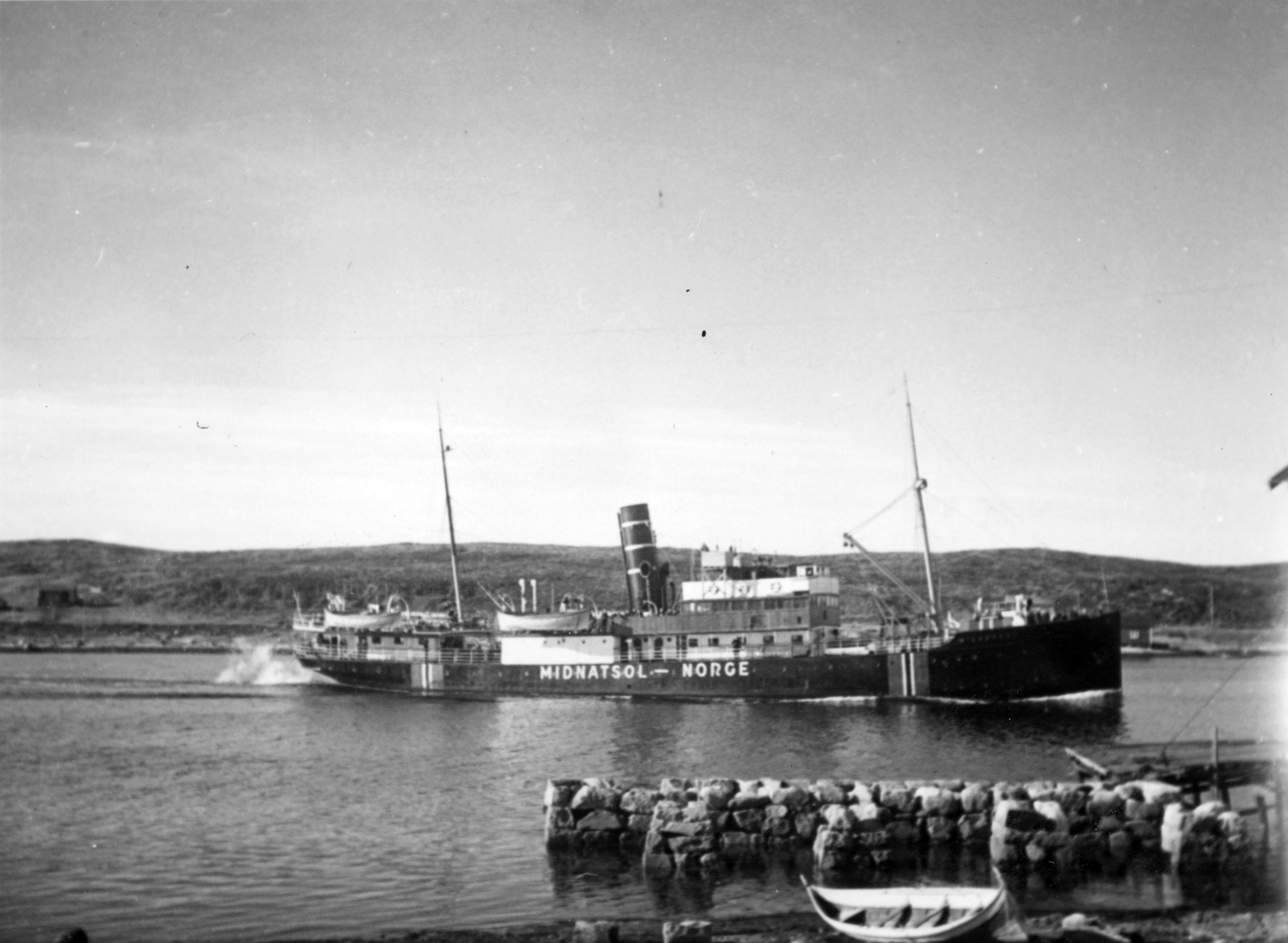
S/S Midnatsol, byggd 1910, varvsnummer 158
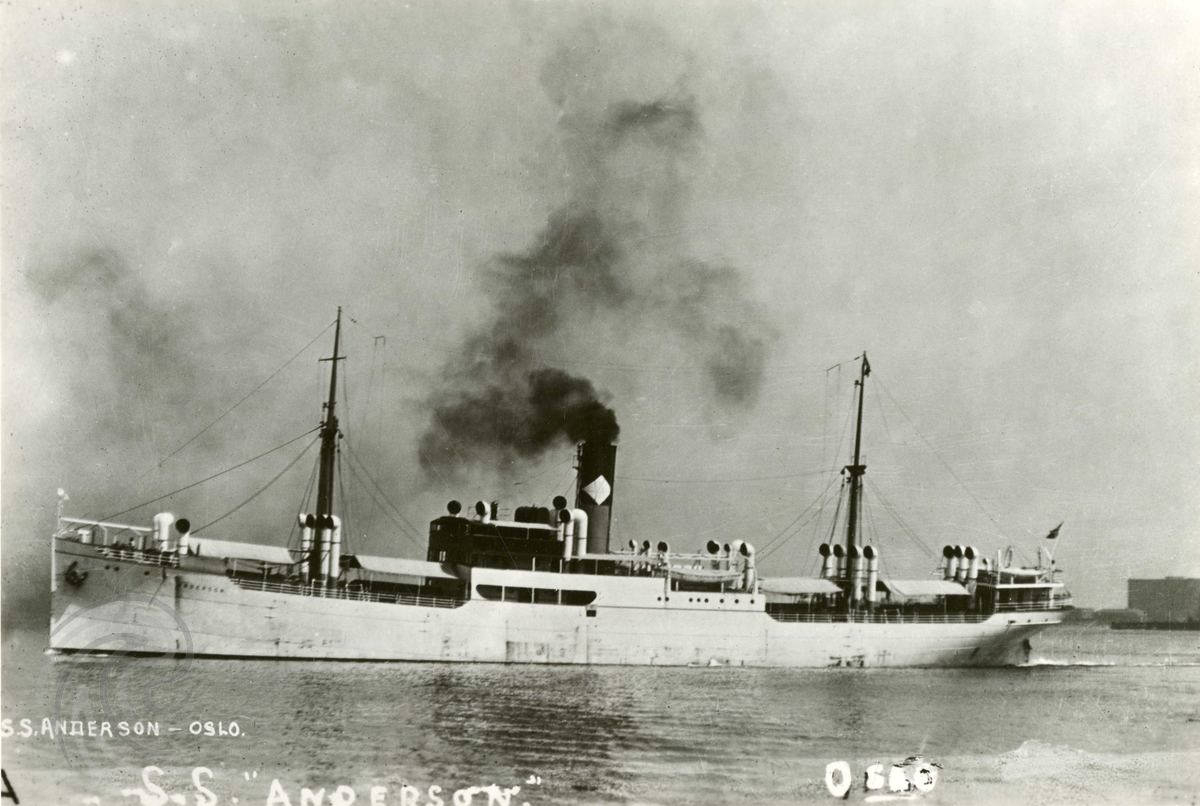
S/S Anderson, byggd 1925, varvsnummer 207
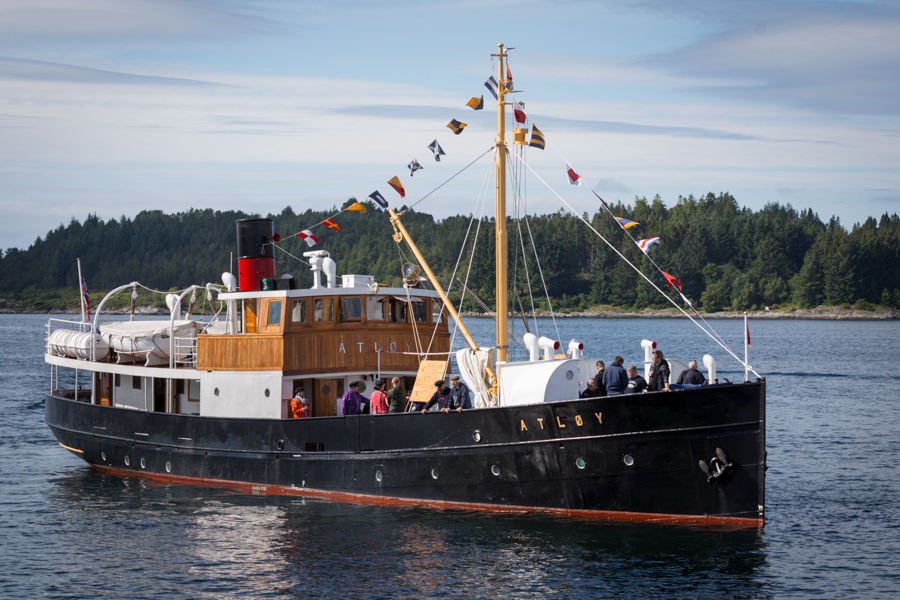
M/S Atløy, byggd 1931, varvsnummer 216
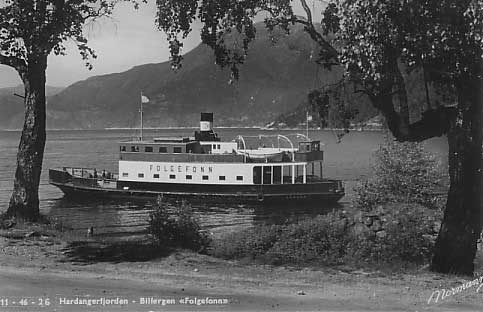
M/F Folgefonn, byggd 1938, varvsnummer 370
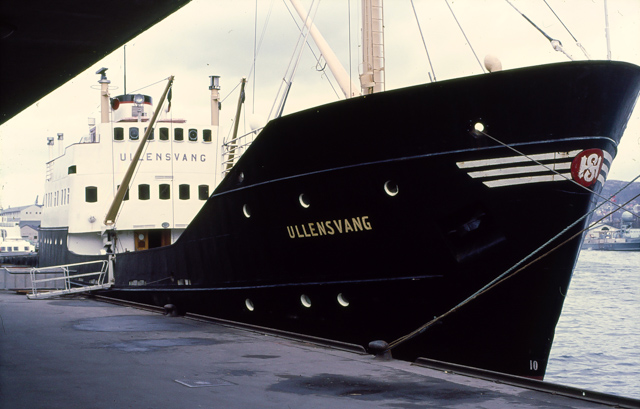
M/S Ullensvang, byggd 1952, varvsnummer 401
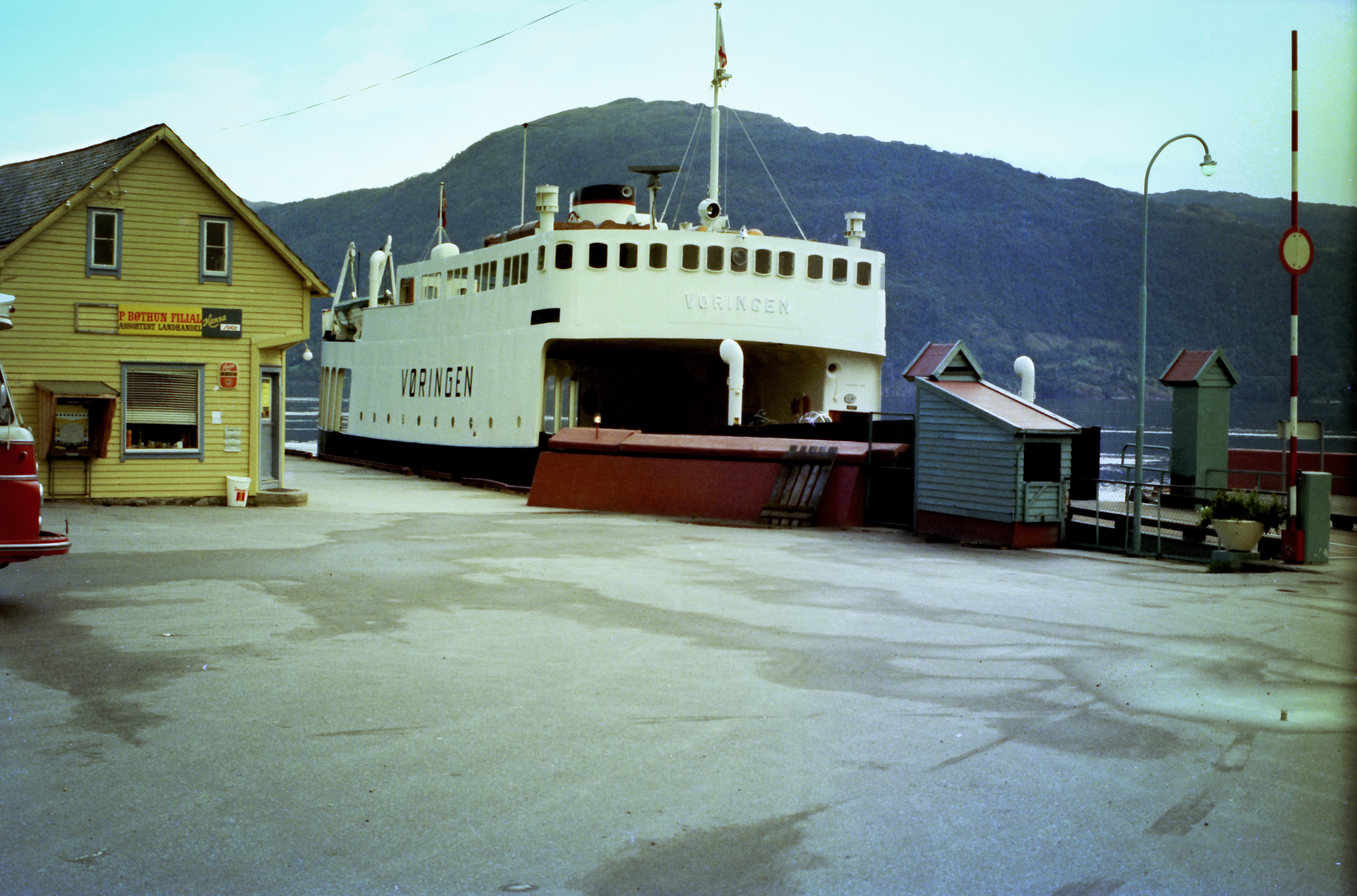
M/F Hardangerfjord, byggd 1953, varvsnummer 404
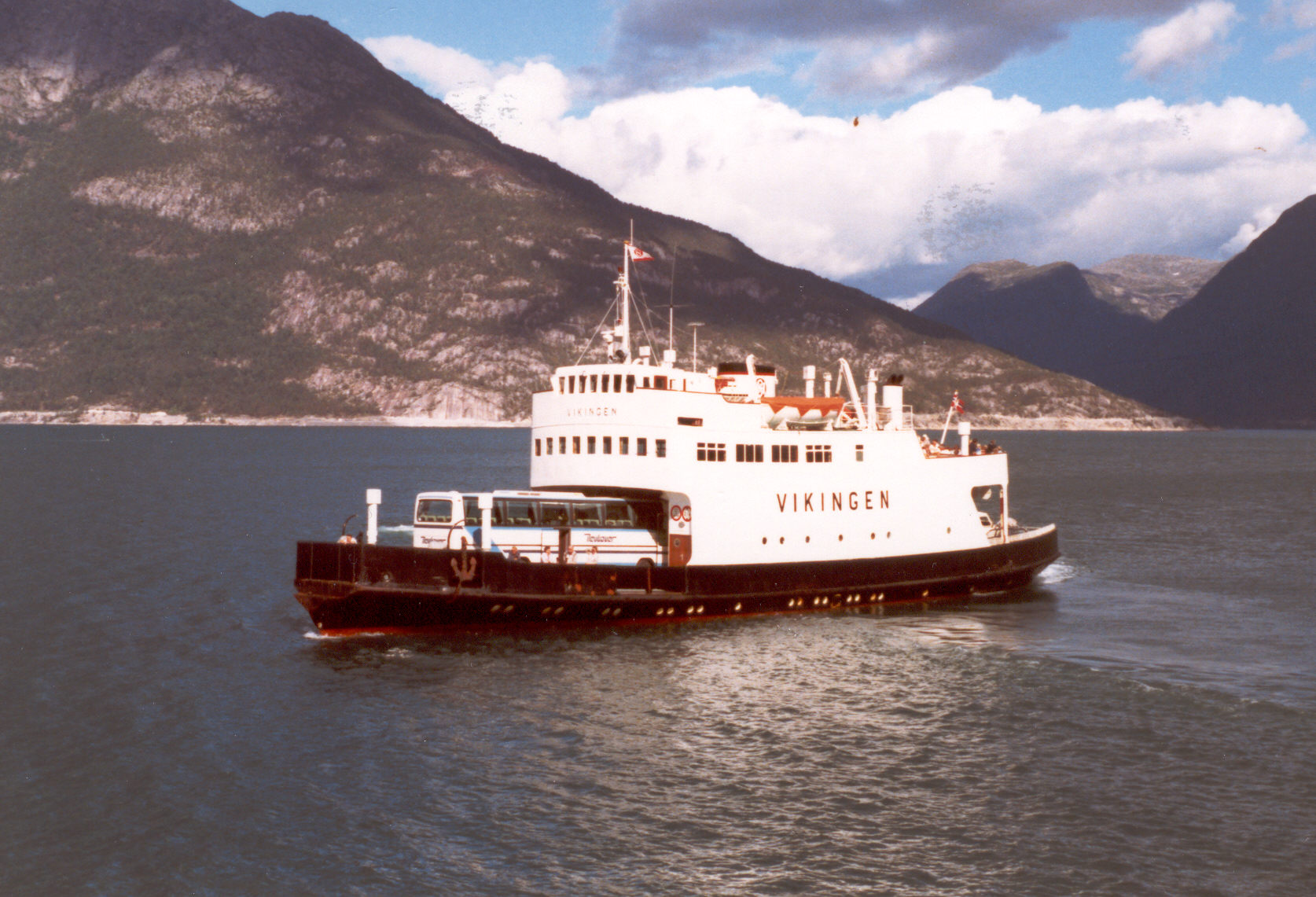
M/F Vikingen, byggd 1957, varvsnummer 434
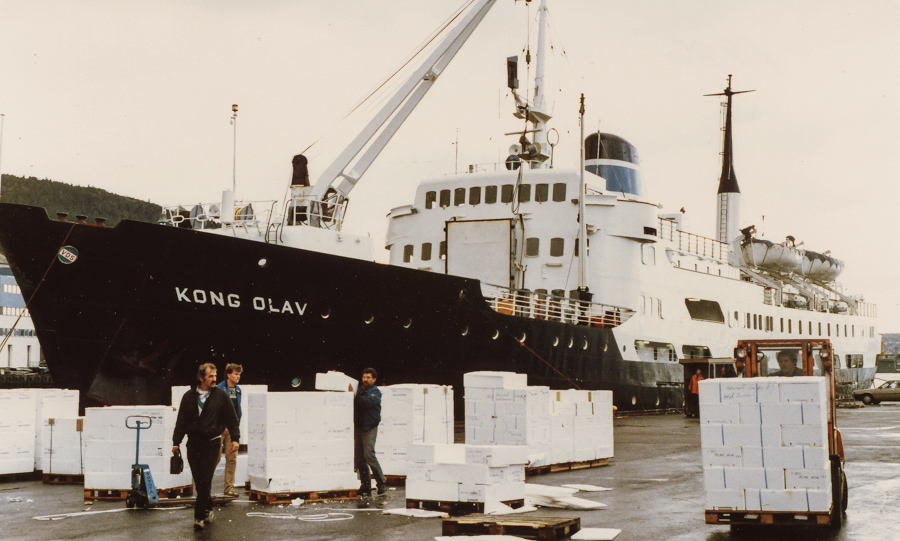
M/S Kong Olav i Bergen 1986, byggd 1964, varvsnummer 433